# Fräulein Hona
Fräulein Hona ist eine Wiener Akustikfolk- und Singer-Songwriter-Popband.
Die Gruppe besteht seit 2010 aus den damaligen Studentinnen für Musiktherapie und Rechtswissenschaften Kerstin Eckert, Hanna Schmid, Judith Prieler und Melanie Künz. Im Oktober 2013 erschien das Debütalbum The Ground Beneath Our Feet. An Instrumenten werden Klavier, Cello, Geige, Gitarre, Glockenspiel, Melodika und Percussion-Instrumente, wie das Cajón, verwendet.

## Diskografie
- 2013: The Ground Beneath Our Feet (Album)[2]
- 2016: La percée du soleil (Single)[3]
- 2016: Of Circles and Waves (Album)
- 2019: Nowhere but Here (EP)
- 2022: Fliegen lernen (Album)